# Gianni Vagnetti
Pour les articles homonymes, voir Vagnetti.
Gianni Vagnetti ou Giovanni Vagnetti, né le 21 mars 1898 à Florence, et mort le 19 mai 1956, est un artiste peintre italien.

## Biographie
Giovanni Vagnetti est autodidacte. En 1928 il se rend à Paris. Il expose dans plusieurs villes européennes et est récompensé par le prix supérieur de la peinture à la 4e Quadriennale de Rome.